# دينير
دينير هي شركة سويسرية، وتعتبر ثالث أكبر شركة للتجارة بعد كل من ميغرو، وكوب، ومقرها بزيورخ.